# 2623 Zech
Zech (asteróide 2623) é um asteróide da cintura principal, a 1,727436 UA. Possui uma excentricidade de 0,2342572 e um período orbital de 1 237,58 dias (3,39 anos).
Zech tem uma velocidade orbital média de 19,83047962 km/s e uma inclinação de 4,05906º.
Este asteróide foi descoberto em 22 de Setembro de 1919 por Karl Reinmuth.